# Federico Alamanni
Federico Alamanni (Firenze, 27 marzo 1696 – Firenze, 30 novembre 1775) è stato un vescovo cattolico italiano, vescovo di Pistoia e di Prato dal 1732 al 1775.

## Biografia
Federico Alamanni nasce a Firenze il 27 marzo 1696, da Raffaele Alamanni e Maddalena Rucellai entrambi patrizi fiorentini. Si  laureò in utroque iure presso l'università di Pisa il 5 marzo 1721 e si perfezionò quindi in diritto canonico presso l'Accademia dei Nobili Ecclesiastici di Roma.
Tornato a Firenze, fu eletto nel capitolo della Cattedrale e successivamente il 21 luglio 1732 fu nominato vescovo di Pistoia e di Prato come successore di Colombino Bassi, mantenendo la carica fino alla morte. il 9 luglio del 1737 fu tra i vescovo che assistettero al trapasso del Granduca Gian Gastone de Medici. Il 5 gennaio 1743 fu inoltre nominato Assistente al Soglio Pontificio. Nel 1748 riuni il Sinodo diocesano, che elaborò delle aggiunte al precedente Sinodo voluto da Vescovo Colombino Bassi nel 1721. Riformò le costituzioni del seminario Leoniano unendovi anche il collegio dei laci. Fu sospettato di giansenismo.
Morì a Firenze il 30 novembre 1775. Fu sepolto per suo volere nella Chiesa delle salesiane da lui introdotte a Pistoia, ma nel 1867 a seguito delle soppressioni degli ordini religiosi, il monastero e la Chiesa furono trasformate nella caserma Umberto I, e nel 1884 i resti di monsignor Alamanni e il suo monumento furono collocati nella navata sinistra della Cattedrale di San Zeno di Pistoia.

## Genealogia episcopale
La genealogia episcopale è:
- Cardinale Scipione Rebiba
- Cardinale Giulio Antonio Santori
- Cardinale Girolamo Bernerio, O.P.
- Arcivescovo Galeazzo Sanvitale
- Cardinale Ludovico Ludovisi
- Cardinale Luigi Caetani
- Cardinale Ulderico Carpegna
- Cardinale Paluzzo Paluzzi Altieri degli Albertoni
- Cardinale Flavio Chigi
- Papa Clemente XII
- Cardinale Giovanni Antonio Guadagni, O.C.D.
- Vescovo Federico Alamanni